# Medaille für treue Dienste in der Freiwilligen Feuerwehr (DDR)

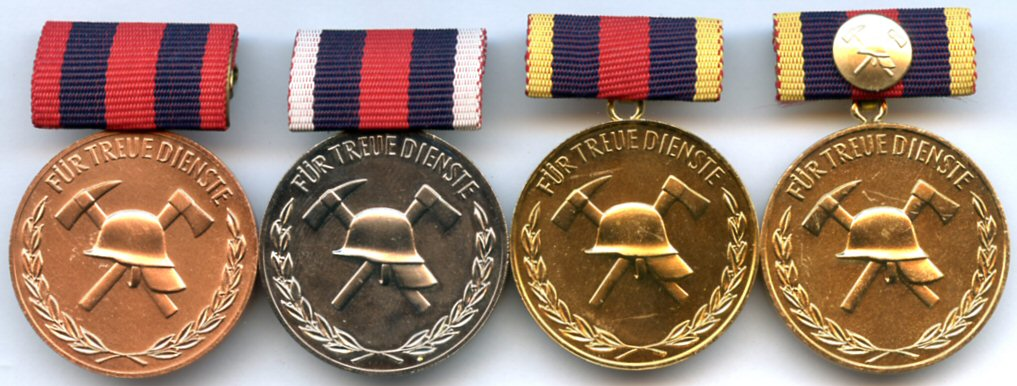

Die Medaille für treue Dienste in der Freiwilligen Feuerwehr war eine staatliche Auszeichnung  der Deutschen Demokratischen Republik (DDR), welche in Form einer tragbaren Medaille verliehen wurde.

## Geschichte
Die Medaille wurde am 22. Januar 1959 zunächst in drei Stufen (Bronze, Silber und Gold) gestiftet und ab 1978 auf vier Stufen erweitert. Die Verleihung der Medaille erfolgte dabei nach einer bestimmten zurückgelegten Anzahl von Dienstjahren. Mit ihr konnten alle Angehörigen der Freiwilligen Feuerwehr der DDR, ab 1960 auch die betrieblichen Brandschutzorgane (z. B. Werkfeuerwehren) für langjährige und gewissenhaft ausgeführte Pflichterfüllung ausgezeichnet werden.
- bis 1978
  - III. Stufe Gold: für 40-jährige Zugehörigkeit,
  - II. Stufe in Silber: für 25-jährige und die
  - I. Stufe in Bronze: für 10-jährigen Zugehörigkeit.

- ab 1978
  - IV. Stufe in Gold: für 40-jährige Zugehörigkeit,
  - III. Stufe in Gold: für 30-jährige Zugehörigkeit,
  - II. Stufe in Silber: für 20-jährige Zugehörigkeit und
  - I. Stufe in Bronze: für 10-jährigen Zugehörigkeit.

## Aussehen und Tragweise
Die bronzene, versilberte oder vergoldete Medaille mit einem Durchmesser von 31,5 mm zeigt auf ihrem Avers mittig einen erhaben geprägten Feuerwehrhelm vor zwei gekreuzten Feuerwehräxten. Darüber ist die Umschrift: FÜR TREUE DIENSTE zu lesen, die etwa 1/4 der Kreisumfanges ausmachen. Der Rest wird von zwei unten gekreuzten nach oben hin offenen gebogenen Lorbeerzweigen ausgefüllt. Das Revers der Medaille zeigt dagegen mittig das Staatswappen der DDR.
Getragen wurde die Medaille an einer 25 × 12 mm großen roten Spange an der linken oberen Brustseite. In das Ordensband sind beidseitig je ein 6 mm breiter roten Streifen eingewebt worden, der 3 mm vom Saum entfernt ist. Zur Unterscheidung der verschiedenen Stufen besteht der Saum bei der goldenen Medaille aus einem 3 mm breiten goldenen Randstreifen, bei der silbernen Medaille aus einem weißen. Die Bronzestufe hat keinen Rand. Das Band zur Medaille für 40 Dienstjahre ist das gleiche, besitzt aber zusätzlich zu den goldenen Randstreifen noch eine aufgesetzte Miniaturmedaille mittig auf dem Band. Die Interimsspange entsprach der gleichen Weise wie das Ordensband.